# Forma canonica
In matematica la forma canonica di un oggetto è una maniera uniforme utilizzata per descriverlo in modo unico, salvo una relazione di equivalenza.

## Definizione
Una forma canonica per un insieme di oggetti dotato di una relazione di equivalenza è la scelta di un unico elemento (detto "in forma canonica") per ogni classe di equivalenza; ogni oggetto appartiene ad una classe e la sua forma canonica è il rappresentante scelto per quella classe.
Una forma canonica può essere una semplice convenzione (come la forma canonica di una conica), oppure può essere il risultato di un teorema più profondo (come la forma canonica di Jordan per le matrici): essa classifica infatti tutte le classi di equivalenza di un insieme, fornendo un rappresentante per ciascuna.
Tramite la forma canonica per verificare l'equivalenza tra due oggetti basta confrontare le loro forme canoniche: essi sono equivalenti se e solo se hanno la stessa forma canonica.
In termini pratici può tuttavia essere un problema trovare la forma canonica di un oggetto fissato.
Ciononostante, l'impiego della forma canonica può rendere più semplice trattare con la relazione di equivalenza.

## Alcune forme canoniche

### Algebra booleana
In algebra booleana la forma canonica di una funzione è un polinomio espresso come somma di termini-prodotto oppure prodotto di termini-somma.
Per ogni funzione booleana è possibile calcolare una forma normale associata utilizzando l'algoritmo di Quine-McCluskey.

### Algebra lineare
- Matrice diagonale
- Forma canonica di Jordan

### Polinomi
Una forma canonica per i polinomi in una variabile è con le potenze in ordine decrescente.